# Chiesa di Santa Maria di Porto Salvo (Reggio Calabria)
La chiesa di Santa Maria di Porto Salvo è un edificio sacro di Reggio Calabria che si trova nel quartiere di Gallico, nella zona nord della città.

## Storia e opere
La chiesa fu fondata da alcuni marinai nel 1766 ed eretta, per la prima volta, in una località imprecisata. 
Distrutta dal terremoto del 1783 fu, poi, ricostruita, assieme ad altri edifici, sul lato nord-ovest della fiumara “Gallico”. 
Travolta dall'alluvione del 1827, fu, ulteriormente, ricostruita in luogo più sicuro.
Il terremoto del 1908 la distrusse una terza volta e fu ricostruita su progetto dell'ing. Angiolini. La consacrazione avvenne nell'agosto del 1928. La chiesa conserva al suo interno una pala d'altare rappresentante la Madonna di Porto Salvo con una gloria di angioletti e la marina di Gallico realizzata da Gaetano Bonsignore nel 1828; Un quadro ad olio su tela rappresentante Gesù e Maria del 1866, opera di Michele Panebianco, e una statua lignea del 1874 di Antonio Domenico Scarfò, della scuola degli ebanisti di Mammola.
Parzialmente chiusa negli ultimi due anni per consentire i lavori di restauro, eseguiti dall'architetto Antonella Cartella, è stata riaperta completamente il 31 ottobre 2010 con il Sacro rito officiato dall'arcivescovo Vittorio Mondello, al quale erano presenti le autorità civili e militari.